# Sididae
Sididae là một họ động vật chân đốt trong bộ Diplostraca. Có khoảng 6 chi và ít nhất 20 loài được mô tả trong họ Sididae.  Một số Sididae không phải là loài bản địa.

## Các chi
- Diaphanosoma Fischer, 1850
- Latona Straus, 1820
- Latonopsis G. O. Sars, 1888
- Penilia Dana, 1849
- Pseudosida Herrick, 1884
- Sida Straus, 1820